# Imsila
Imsila o Msila (en árabe امسيلة, Imsīla) es una localidad y comuna rural de la provincia de Taza, en la región de Fez-Mequinez, Marruecos. Según el censo de 2014, tenía una población total de 8.356 personas.